# Rudolf Suthoff-Groß (Verwaltungsjurist)
Rudolf Suthoff-Groß (* 7. Juli 1894 in Unna; † 22. Juni 1946 im Speziallager Nr. 2 Buchenwald) war ein deutscher Jurist und von 1925 bis 1929 Bürgermeister von Lüttringhausen sowie von 1933 bis 1945 Bezirksbürgermeister im Berliner Bezirk Wedding, der ab 1933/34 auch die Verfolgung von „Zigeunern“ betrieb. Er legte 1941 erfolgreich bei Carl Schmitt und Reinhard Höhn eine Arbeit zum Dr. jur. habil. im Fachgebiet Öffentliches Recht vor.

## Weimarer Republik
Im Jahr 1925 wurde er im bis 1929 selbstständigen Lüttringhausen Bürgermeister. Da sowohl die lokalgeschichtlichen Publikationen zu seiner Lüttringhausener Zeit als auch seine Publikation von 1938 einen Doktortitel aufweisen, dürfte er in der Zeit der Weimarer Republik promoviert haben.

## Nationalsozialismus
Suthoff-Groß gehörte zu den NS-Funktionären, die 1933 im Rahmen der „Gleichschaltung“ in ihre Ämter kamen. Er löste 1933 seinen am 14. März suspendierten Vorgänger Karl Leid (USPD/SPD) als Bezirksbürgermeister im Wedding ab.
Der Bezirk war bis zum Jahr 1933 hinein eine auch blutig umkämpfte linke Hochburg. Suthoff-Groß blieb bis 1945 im Amt. Kurz nach Amtsantritt, am 31. März 1933, kündigte er aufgrund einer Denunziation einer Stenotypistin, die eine Kollegin „Nazi“ genannt hatte.
In Berlin-Wedding war er die treibende Kraft, um „Zigeuner“ aus ihren selbstgewählten Quartieren und dem öffentlichen Raum zu vertreiben. Diese Politik endete in der Errichtung des Zwangslagers Berlin-Marzahn, das Mitte 1936 nach einer Verhaftungswelle im Raum Berlin mit Männern, Frauen und Kindern belegt wurde. Für Suthoff-Groß stellten „Zigeuner“ generell eine starke „Beeinträchtigung der Anwohner, der Straßenpassanten, der Besucher von Friedhöfen, der Schulkinder […] der ratsuchenden Volksgenossen in den Beratungsstellen für Erb- und Rassefragen und der erholungsbedürftigen Besucher von Parkanlagen“ dar; die von ihnen in „rassischer, sittlicher und gesundheitlicher Beziehung“ hervorgerufenen Schäden seien „überhaupt nicht wieder gut zu machen“. Konkrete Schäden belegt er nicht.
Im Jahr 1938 publizierte er gemeinsam mit dem Berliner Obermagistratsrat Ernst Luther über Verfassung und Verwaltung der Reichshauptstadt Berlin. Grundlage war eine nationalsozialistische Neuordnung der Verfassung und Verwaltung der Reichshauptstadt Berlin von 1936. Das Geleitwort schrieb der Hauptakteur der Gleichschaltung der Berliner Verwaltung, Julius Lippert. Das von Suthoff-Groß kommentierte Gesetz hatte Berlin aus der alten preußischen Verwaltungsstruktur herausgebrochen. Berlin wurde zu einer Art eigenständiger Provinz aufgewertet, deren Leitungsfunktion einem Staatskommissar, genannt Stadtpräsident, unterstellt wurde, der in Personalunion Oberbürgermeister war. Damit einher gingen Erweiterungen der Zuständigkeiten (z. B. bezüglich des höheren Schulwesens). Lippert füllte diesen Posten von 1937 bis 1940 aus und wurde dann wegen Unstimmigkeiten mit der NSDAP-Gauleitung eingezogen. In Kriminalistik, der amtlichen Zeitschrift des Reichskriminalpolizeiamtes, wird diese Arbeit von Kriminalrat Sommerfeld als von großem Nutzen für die Kriminalpolizei rezensiert.
Die Promotionsordnung auch der Berliner juristischen Fakultät wurde umgestaltet, um einer größeren Anzahl von Lehrbeauftragten aus der Praxis die Promotion zu ermöglichen. Genutzt wurde diese Möglichkeit, die zum Dr. jur. habil führte, vor allem von alten Kämpfern und verdienten Funktionären der NSDAP; dabei sank das Niveau der Arbeiten. Suthoff-Groß habilitierte sich mit einer Arbeit: Die Rechtsstellung des Bürgermeisters: in seinem Verhältnis zum Staat und zu den übrigen Beamten der Gemeinde. Erstgutachter war Carl Schmitt, Zweitgutachter Reinhard Höhn. Die Arbeit erschien 1941, hatte aber gewiss einen zeitlichen Vorlauf; Schriftwechsel zwischen Schmitt und Suthoff-Groß, etwa eine Einladung in das Schmittsche Seminar und die Ankündigung eines Teils der Arbeit durch Sutthof-Groß vom Juni 1939, ist erhalten. Schmitt rezensierte das „Buch“ (sic!) 1942 in der Zeitschrift für die gesamte Staatswissenschaft, es sei für das Verständnis der Änderungen der Stellung des Bürgermeisters, die 1936 und 1937 durch Gesetzesänderungen entstanden sind, grundlegend und nützlich, die Folgen dieser Änderungen seien bisher noch gar nicht richtig begriffen.

„Der Verfasser gelangt nun hier zu einer Auffassung, nach welcher der Bürgermeister sowohl mit seiner eigenen persönlichen Stellung als Beamter wie auch mit seiner Stellung als Dienstvorgesetzter und oberste Dienstbehörde der Gemeindebeamten ganz »verstaatlicht« wird. Damit scheint das Kernstück der gemeindlichen Selbstverwaltung, die kommunale Personalhoheit, selbst verstaatlicht und der Selbstverwaltung ihre wesentliche Substanz entzogen zu sein. Der Verfasser stellt sich damit in einen offenen Gegensatz zu der in der Praxis und im Schrifttum herrschenden Auffassung. Das wirkt um so auffälliger, als er selbst als Bezirksbürgermeister von Berlin-Wedding in der gemeindlichen Selbstverwaltung steht und hier als Fachmann bereits einen Namen hat. Die Arbeit wird daher mit heftigem Widerspruch rechnen müssen. Sie scheint mit dem Odium einer »etatistischen« und selbstverwaltungsfeindlichen Tendenz behaftet.“

Der realpolitische Hintergrund sind die Konflikte zwischen den ideologischen Vorgaben des Führerprinzips, die relative Autonomie der Städte mit ihren Bürgermeistern, die keinen Vorgesetzten hatten, und den parallel existierenden NSDAP-Gauleitungen, die ihren Einfluss beschränkt sahen.
Das Jahr der Habilitation ist in der Literatur mit 1943 angegeben.

## Schriften
- Mit Ernst Luther: Verfassung und Verwaltung der Reichshauptstadt Berlin auf der Grundlage des Gesetzes über die Verfassung und Verwaltung der Reichshauptstadt Berlin vom 1. Dezember 1936. C. Heymann, 1938 (479 Seiten).
- Die Rechtsstellung des Bürgermeisters: in seinem Verhältnis zum Staat und zu den übrigen Beamten der Gemeinde. Carl Heymanns, 1941 (379 Seiten; Diss. + Habil.).